# Frank H. Britton
Frank Hamilton Britton (* 22. Februar 1909 in Shreveport, Caddo Parish, Louisiana; † 22. August 1992 in Largo, Pinellas County, Florida) war ein Generalmajor der United States Army. Er war unter anderem Kommandeur der 1. Kavalleriedivision.
In den Jahren 1928 bis 1932 durchlief Frank Britton die United States Military Academy in West Point. Nach seiner Graduation wurde er als Leutnant der Kavallerie zugeteilt. In der Armee durchlief er anschließend alle Offiziersränge vom Leutnant bis zum Zwei-Sterne-General. In den Jahren nach seinem Eintritt in das US-Heer wurde die klassische Kavallerie als Reitertruppe auf Panzereinheiten umgestellt. Damit gehörte er den Panzertruppen an.
Im Lauf seiner militärischen Karriere absolvierte Britton verschiedene Kurse und Schulungen. Dazu gehörten unter anderem das United States Army War College und das Armed Forces Staff College.
In seinen jüngeren Jahren absolvierte er den für Offiziere in den niederen Rangstufen üblichen Dienst in unterschiedlichen Einheiten und Standorten. Dazu gehörten auch Aufgaben als Stabsoffizier in verschiedenen Hauptquartieren. Britton nahm am Zweiten Weltkrieg teil und erhielt für seine Verdienste in den Jahren 1944 und 1945 den Orden Legion of Merit. Über seine genaue Verwendung zur Zeit des Krieges geben die Quellen keinen Aufschluss.
In den Jahren nach dem Zweiten Weltkrieg setzte Britton seine Offizierslaufbahn fort. Im Dezember 1960 erhielt er als Nachfolger von Charles G. Dodge das Kommando über die 1. Kavalleriedivision. Dieses Amt übte er bis zum Juli 1961 aus als James K. Woolnough seine Nachfolge antrat. Die Division war damals noch nicht im Vietnamkrieg eingesetzt. Sie war in Südkorea stationiert und kontrollierte die dortigeDemilitarisierte Zone.
Nach zwischenzeitlich anderen Verwendungen wurde Frank Britton zum stellvertretenden Kommandeur der 2. Armee ernannt. Dieses Amt hatte er ab April 1964 bis zur Auflösung der Armee Anfang 1966 inne. 
Der mit Mary Lou Britton verheiratete Offizier starb am 22. August 1992 in Largo in Florida und wurde auf dem amerikanischen Nationalfriedhof Arlington beigesetzt, wohin ihm seine Frau im Jahr 2004 folgte.

## Orden und Auszeichnungen
Frank Britton erhielt im Lauf seiner militärischen Laufbahn unter anderem die Army Distinguished Service Medal und den Orden Legion of Merit verliehen.